# Giovanni Battista Mancini
Giovanni Battista Mancini (Ascoli Piceno, 1º gennaio 1714 – Vienna, 4 gennaio 1800) è stato un cantante castrato italiano.

## Biografia
Nato ad Ascoli Piceno nel 1714, Giovanni Battista Mancini studiò canto a Napoli con Leonardo Leo e a Bologna con Antonio Bernacchi, studiando anche composizione musicale e contrappunto con Giovanni Battista Martini.
Cominciò a cantare professionalmente nel 1730, all'età di sedici anni, affermandosi presto sia in Italia che in Germania. Apprezzato cantante, raggiunse un successo anche maggiore in veste d'insegnante di canto. Nel 1757 fu invitato da Maria Teresa d'Austria a diventare Cammer-Musicus della corte di Vienna, con il compito anche di insegnare canto alle figlie. Nel 1774 scrisse e pubblicò la sua opera più note, Pensieri, e riflessioni pratiche sopra il canto figurato. L'opera, un saggio di musicologia e tecnica canora, lo portò in contrasto con un altro noto insegnante di canto, Vincenzo Manfredini.
Mancini rimase a Vienna fino alla morte, che lo colse nel 1800, e il castrano lasciò in eredità una considerevole fortuna.

## Opere
- Pensieri e riflessioni pratiche sopra il canto figurato. Vienna, 1774.